# Epicauta rufipennis
Epicauta rufipennis es una especie de coleóptero de la familia Meloidae.

## Distribución geográfica
Habita en México.